# Icariotis scapularis
Icariotis scapularis là một loài bọ cánh cứng trong họ Cerambycidae.